# Uwe Serdült
Uwe Imre Serdült (* 1967) ist ein Schweizer Politologe mit Hintergrund Informatik.

## Leben
Nach Matura (Typ E, Ökonomie) am Gymnasium Neufeld in Bern studierte Serdült Geschichte, Politikwissenschaft und Informatik an den Universitäten Zürich (UZH) und Genf (Uni GE), wo er auch an der UZH in Politikwissenschaft doktorierte und Assistent und Postdoc war (UZH, Uni GE). Forschungsaufenthalte und Lehraufträge an der University of Pittsburgh (1999–2000), Waseda-Universität in Tokio (2002–2003), Ritsumeikan-Universität in Kyoto (Rits / Ritsumei, 2011), PU Krakau (2013–2014), Universität Graz (2015) und Andrassy-Universität in Budapest (2016), Lehraufträge an der Uni GE (2006, 2010), der UZH (2007–2014) sowie der ETH Zürich (ETHZ, 2007–2014) wie auch Senior Researcher und Dozent am Zentrum für Demokratie Aarau (ZDA, 2007–2017).
Ab 2017 duale Position als Professor an der Rits und Leitung von E-Democracy Projekten am ZDA. Sein fachliches Interesse gilt interdisziplinärer Forschung und Lehre in verschiedenen Bereichen der digitalen Gesellschaft (E-Society). Im Bereich der digitalen Demokratie (E-Democracy) interessiert er sich besonders für internetbasierte Plattformen und Werkzeuge für Bürger (E-Partizipation, E-Voting) sowie öffentliche Verwaltungen (E-Government), im Weiteren für direkte Demokratie, ihre und andere Entscheidungsprozesse, Institutionen und vergleichende Politik.
Seine Muttersprache ist Deutsch, fließend in Englisch und Französisch, arbeitet er auch auf Italienisch und Spanisch.
Trivia
Er spielte leidenschaftlich Basketball.

## Publikationen
siehe v. a. auch Weblinks, Publikationen unten
- Uwe Serdült: Verbessern wir die direkte Demokratie! – Die Digitalisierung hält auch für die Demokratie Erneuerungspotenzial bereit. Fünf aktuelle Entwicklungen, Schweizer Monat 1053, Februar 2018
- Uwe Serdült: Referendums in Switzerland, in Matt Qvortrup (ed): Referendums Around the World, Palgrave Macmillan, London 2014, pp 65–121
- David Garcia, Adiya Abisheva, Simon Schweighofer, Uwe Serdült, Frank Schweitzer: Network polarization in online politics participatory media (PDF auf blogs.oii.ox.ac.uk), ETH Zürich, Universität Zürich, August 27, 2014, presented at the Internet, Policy and Politics Conference 2014, Oxford Internet Institute, Oxford University[2]
- Micha Germann, Uwe Serdült: Internet Voting for Expatriates: The Swiss Case, JeDEM 6(2), 2014, pp 197–215
- Uwe Serdült, Yanina Welp: Direct Democracy Upside Down (PDF auf zora.uzh.ch), Taiwan Journal of Democracy 01/08, July 2012, pp 69–92
- Uwe Serdült: Referendum Campaign Regulations in Switzerland, in Karin Gilland Lutz, Simon Hug (eds): Financing Referendum Campaigns, Palgrave Macmillan, 2010, pp 165–179
- Ulrich Klöti, Christian Hirschi, Uwe Serdült, Thomas Widmer: Verkannte Aussenpolitik: Entscheidungsprozesse in der Schweiz, in Politikanalyse / Analyse des politiques publiques, Band 4, Verlag Rüegger, Zürich/Chur 2005
- Alexander Trechsel, Uwe Serdült: Kaleidoskop Volksrechte: Die Institutionen der direkten Demokratie in den schweizerischen Kantonen (1970–1996), Helbing & Lichtenhahn, Basel/Genf/München 1999.
- Thomas Widmer, Christine Rothmayr, Uwe Serdült: Kurz und gut? Qualität und Effizienz von Kurzevaluationen, in Zürcher Beiträge zur Politikwissenschaft, Band 19, Verlag Rüegger, Chur/Zürich 1996